# Яворниця (Нижньосілезьке воєводство)
Яворниця (пол. Jawornica, нім. Jauernig) — село в Польщі, у гміні Левін-Клодзький Клодзького повіту Нижньосілезького воєводства.
Населення — 70 осіб (2011).
У 1975-1998 роках село належало до Валбжиського воєводства.

## Демографія
Демографічна структура станом на 31 березня 2011 року:
|          | Загалом | Допрацездатний вік | Працездатний вік | Постпрацездатний вік |
| -------- | ------- | ------------------ | ---------------- | -------------------- |
| Чоловіки | 35      | 8                  | 25               | 2                    |
| Жінки    | 35      | 7                  | 24               | 4                    |
| Разом    | 70      | 15                 | 49               | 6                    |